# Kuchenka (jezioro)
Kuchenka – jezioro w Polsce w województwie warmińsko-mazurskim, w powiecie mrągowskim, w gminie Mikołajki.

## Położenie i charakterystyka
Jezioro leży na Pojezierzu Mazurskim, w mezoregionie Wielkich Jezior Mazurskich, w dorzeczu Pisa–Narew–Wisła. Znajduje się około 8 km w kierunku północnym od Mikołajek, w sąsiedztwie jeziora Tałty, przy jego zachodnim brzegu w środkowej części. W pobliżu północno-zachodniego brzegu akwenu leży wieś Jora Mała.
Brzegi pagórkowate. W otoczeniu znajdują się łąki, pola i pastwiska, a także przy wschodnich brzegach – lasy.
Zbiornik wodny według typologii rybackiej jezior zalicza się do linowo-szczupakowych.
Jezioro leży na terenie obwodu rybackiego Jeziora Kuchenka w zlewni rzeki Pisa – nr 27. Znajduje się na terenie Obszaru Chronionego Krajobrazu Krainy Wielkich Jezior Mazurskich o łącznej powierzchni 85 527,0 ha.

## Morfometria
Według danych Instytutu Rybactwa Śródlądowego powierzchnia zwierciadła wody jeziora wynosi 14,5 ha. Średnia głębokość zbiornika wodnego to 1,9 m, a maksymalna – 4,5 m. Objętość jeziora wynosi 280,0 tys. m³. Maksymalna długość jeziora to 920 m, a szerokość 220 m. Długość linii brzegowej wynosi 2250 m.
Inne dane uzyskano natomiast poprzez planimetrię jeziora na mapach w skali 1:50 000 według Państwowego Układu Współrzędnych 1965, zgodnie z poziomem odniesienia Kronsztadt. Otrzymana w ten sposób powierzchnia zbiornika wodnego to 13,5 ha, a wysokość bezwzględna lustra wody – 117,8 m n.p.m.